# Serein
A Serein folyó Franciaország területén, a Yonne jobb oldali mellékfolyója.

## Földrajzi adatok
A folyó a Morvan-hegység-ben, Yonne megyében ered és Bonnard-nál, szintén Yonne megyében torkollik a Yonne-ba. Hossza 188,5 km.

## Megyék és városok a folyó mentén
- Yonne: L’Isle-sur-Serein, Chablis, Pontigny.